# بازی‌های جهانی سوارکاری ۲۰۱۰
بازی‌های جهانی سوارکاری اف‌ئی‌آی ۲۰۱۰ (یا به‌طور رسمی بازی‌های جهانی سوارکاری اف‌ئی‌آی ۲۰۱۰ آلتک) مسابقاتی بود که از تاریخ ۲۵ سپتامبر تا ۱۰ اکتبر ۲۰۱۰ در کنتاکی هرس پارک و در لکسینگتون، کنتاکی برگزار شد. این مسابقات ششمین دوره از بازی‌های جهانی سوارکاری بود که هر چهار سال یکبار توسط فدراسیون جهانی سوارکاری برگزار می‌شوند. برای نخستین بار در این دوره از بازیها مسابقات سوارکاری معلولین نیز برگزار شد. همچنین این اولین باری بود که بازیها در یک کشور غیر اروپایی برگزار می‌شد. همین‌طور این نخستین باری بود که تمامی رشته ها و رویدادهای این بازیها در یک مکان برگزار شدند. (بااین وجود بازیهای استقامت به دلیل ضرورت در خارج از این پارک برگزار شد. در اصلی دامپزشکی نیز در میان پارک قرار داشت)
آلتک که یک شرکت مواد غذایی و سلامت حیوانات واقع در نیکلاسویل، کنتاکی (حدود پانزده دقیقه فاصله از لکسینگتون و سی دقیقه از هرس پارک) است حامی مالی این دوره از بازی‌های جهانی سوارکاری اف‌ئی‌آی بود.